# 슈파이어
슈파이어(독일어: Speyer)는 독일 서부 라인란트팔츠주에 있는 도시다. 라인강 서쪽 연안에 면하며, 만하임, 루트비히스하펜 남쪽에 위치한다. 독일의 대표적인 역사 도시로, 유네스코 세계유산으로 등재된 슈파이어 대성당이 있다.

## 갤러리

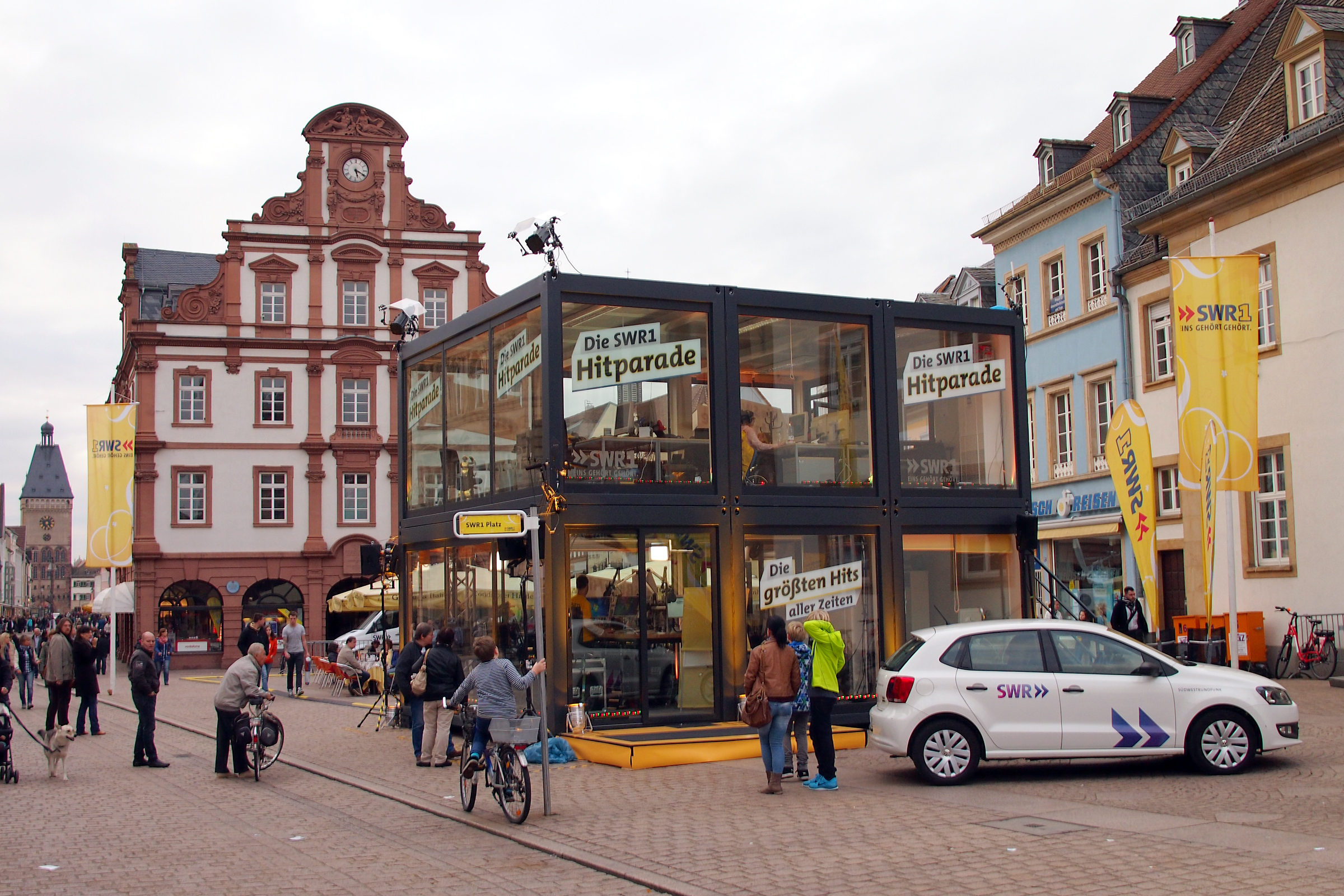
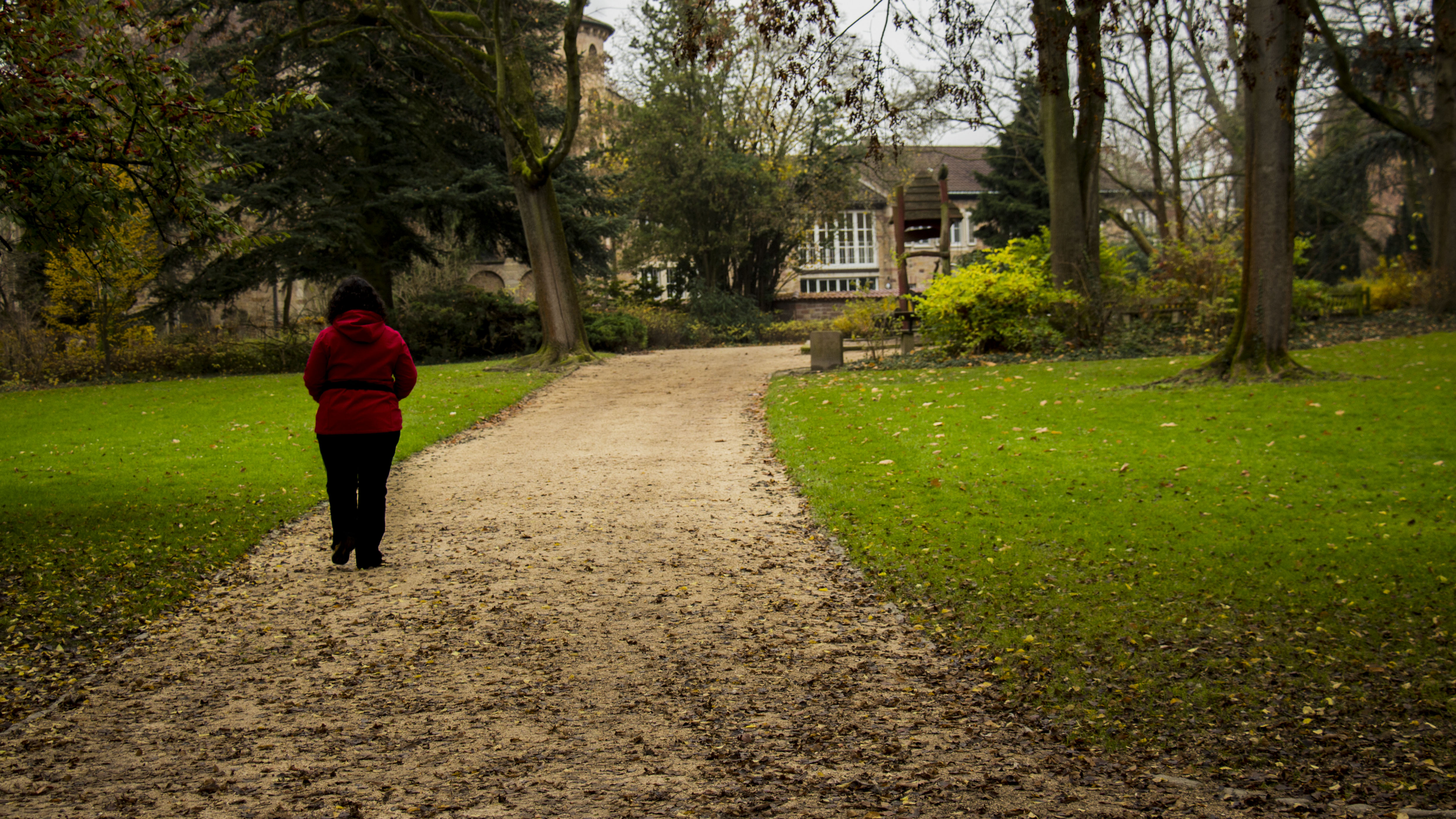
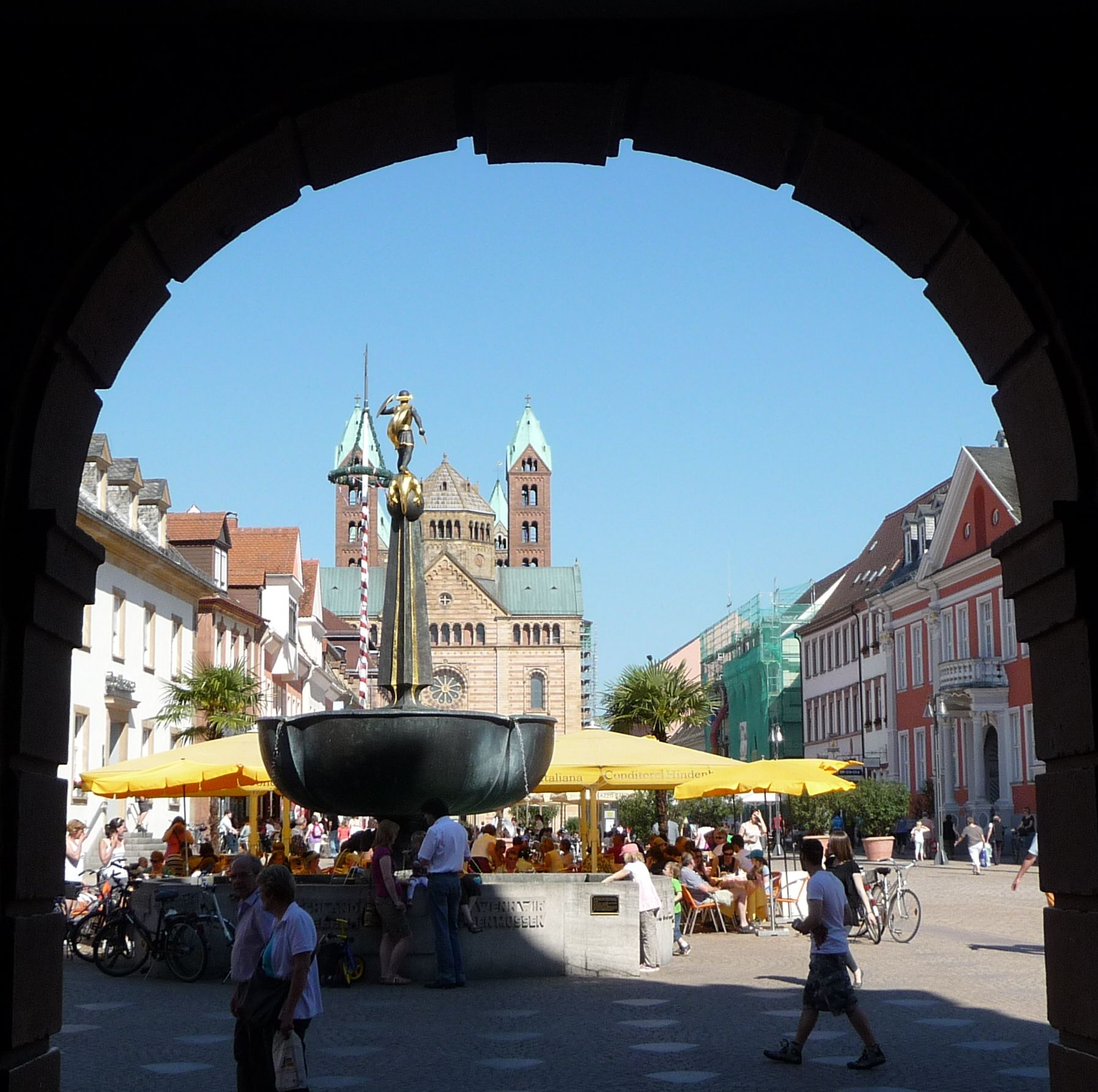
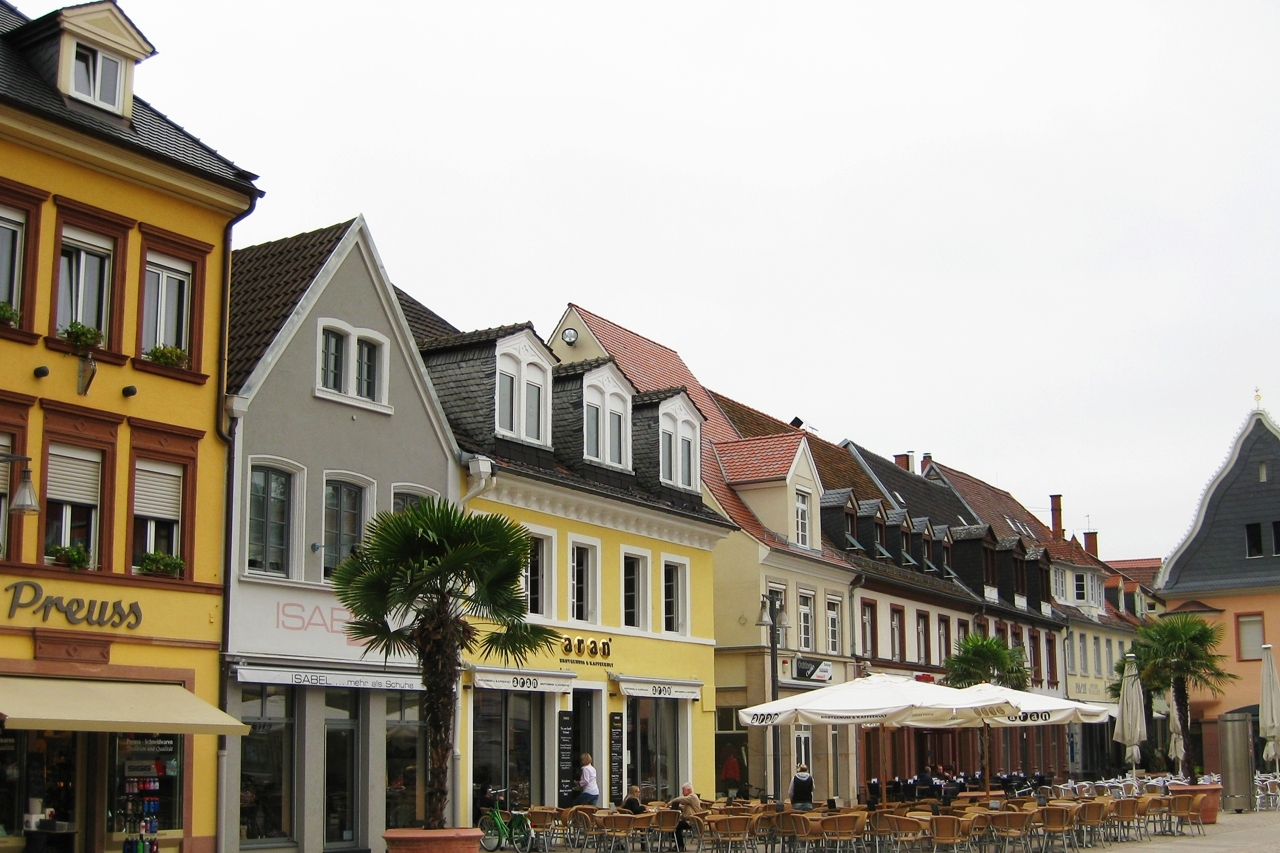
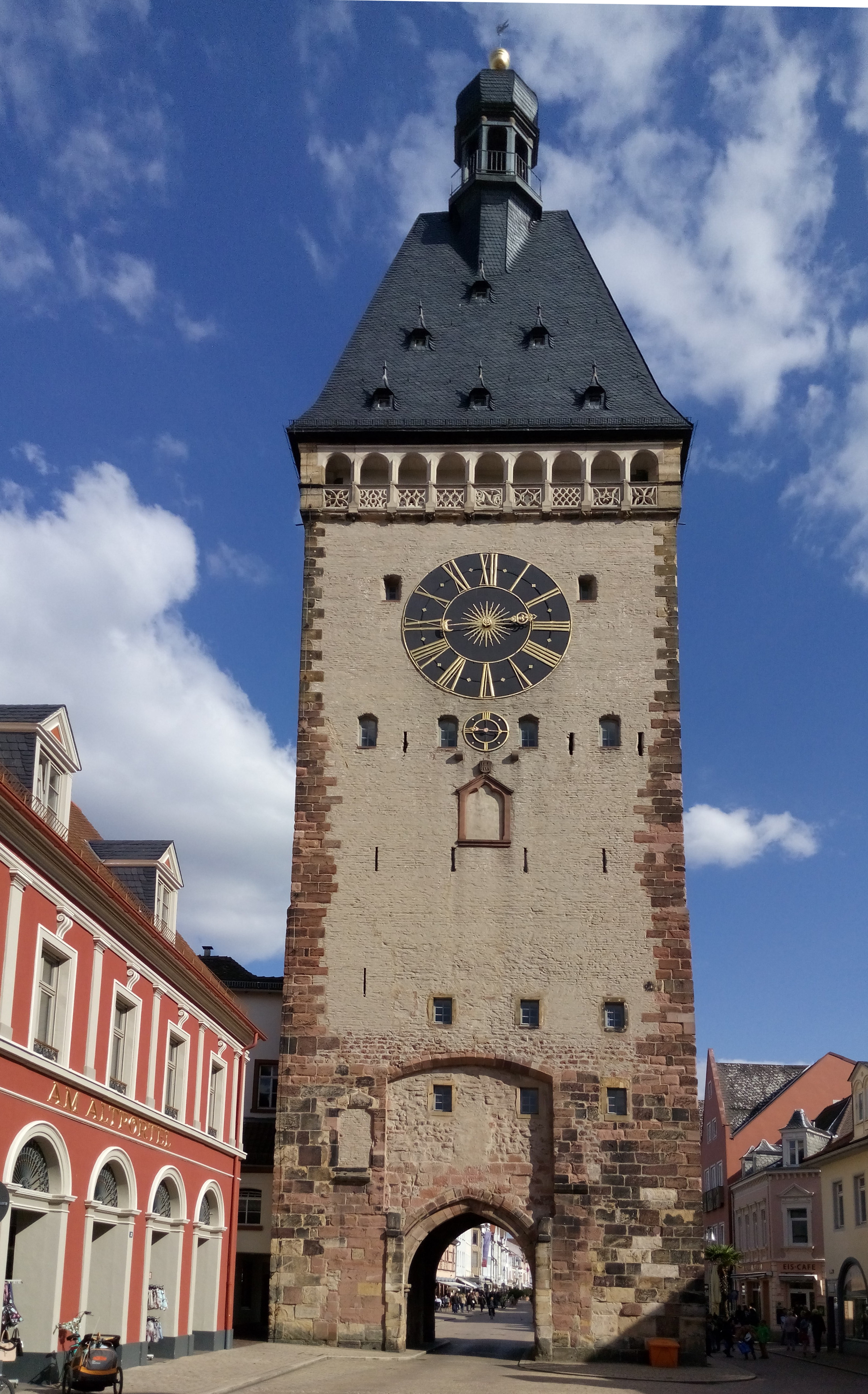

## 역사
독일의 대표적인 역사 도시로, 고대 로마 시절부터 정착지였고, 기원전 100년에 정식으로 도시로 건설되었다. 알프스산맥 북쪽의 중요한 교역·군사 중심지였으나, 5세기에 훈족, 반달족 등의 침입으로 파괴되었다. 그 후 재건되었고, 7세기 주교령이 되어 발전했으며, 10세기부터 유명한 슈파이어 대성당이 건축되었다. 1294년 제국 자유 도시가 되어 일대를 장악했다. 16세기 종교 개혁 시기에도 중요한 역사적 무대였던 곳인데, 이 곳에서 제국회의가 개최되었고, 1529년 회의에서 카를 5세의 정책에 반대하여 항의가 일어났는데 이 항의가 프로테스탄트라는 말의 기원이 되었다. 또한 이 무렵부터 제국 재판소가 이 곳에 들어서기도 했다. 1688년 9년 전쟁이 시작되면서 전쟁터가 되어 파괴되었고, 이로 인하여 제국 재판소도 베츨라어로 옮겨졌고 이 곳은 쇠퇴하였다. 18세기 말, 프랑스 혁명 후 1797년 프랑스에 라인 강 서쪽 지역과 함께 점령되고 주교령이 소멸되었다. 1815년 바이에른 왕국에 속했으며, 1838년 바이에른 왕국에 새로 형성된 팔츠 주의 주도가 되었다. 제2차 세계대전 후 새로 형성된 라인란트팔츠주에 속하게 되었다. 1990년 시 창설 2000년을 기념하였다.

## 문화
유네스코 세계유산으로 등록된 가톨릭의 슈파이어 대성당이 유명하다. 한편 1529년의 항의를 기념하는 개신교 교회가 19세기 후반 건립되었다. 세계에서 가장 오래된 액체 상태의 포도주병인 슈파이어 포도주병도 이곳의 와인박물관에 전시되어 있다.